# Hiroaki Okuno
Hiroaki Okuno (奥埜 博亮 Okuno Hiroaki?, Osaka, 14 de agosto de 1989) es un futbolista japonés que juega como centrocampista en el Shonan Bellmare de la J1 League.

## Trayectoria

### Clubes
| Club                      | País  | Año       |
| ------------------------- | ----- | --------- |
| Vegalta Sendai            | Japón | 2010      |
| Vegalta Sendai            | Japón | 2012-2018 |
| V-Varen Nagasaki (cedido) | Japón | 2013-2014 |
| Cerezo Osaka              | Japón | 2019-2025 |
| Shonan Bellmare           | Japón | 2025-     |